# 小行星9653
小行星9653（英語：9653）是一颗围绕太阳公转的小行星。1996年1月13日，浦田武在清水町发现了此天体。
这颗小行星的绝对星等为135.81200等。